# Antonia Castellana
Antònia Castellana i Aregall (Molins de Rey, 26 de mayo de 1950) es una política española. Fue la primera alcaldesa de Molins de Rey en época democrática, representando al PSUC. Ocupó el cargo entre 1979 y 1987. Fue una de las 19 primeras mujeres alcaldesas de la democracia. Durante el franquismo, había participado en movimientos estudiantiles, sociales, vecinales, obreros, culturales y políticos.